# April Snow

April Snow est un film coréen réalisé par Hur Jin-ho et sorti en 2005.

## Synopsis
In-su et Seo-young se rencontrent dans un hôpital après que leurs conjoints respectifs aient été gravement blessés dans un accident alors qu'ils voyageaient dans la même voiture. Cela les amène à découvrir que leurs conjoints avaient une liaison. Alors qu'In-su et Seo-young séjournent dans le même hôtel près de l'hôpital pour s'occuper de leurs partenaires dans le coma, ils se rapprochent en partageant leur chagrin, leur colère et leur crainte. Peu à peu, ils se surprennent à tomber amoureux l'un de l'autre. Mais lorsque Su-jin, la femme d'In-su, reprend conscience, elle lui dit qu'elle regrette ses actions passées, le forçant à prendre une décision.

## Fiche technique
- Titre original : coréen : 외출, romanisation révisée du coréen : Oechul, littéralement "entrer et sortir"[1]
- Titre français : April Snow
- Réalisation : Hur Jin-ho
- Scénario : Shin Joon-ho, Lee Won-sik, Seo Yu-min, Lee Il, Hur Jin-ho
- Musique : Sung-woo Jo (ko)[2]
- Photographie : Lee Mo-gae (en)
- Production : Blue Storm Production, Sega Sammy Entertainment, Show East
- Presse : Laurence Granec, Karine Ménard
- Durée : 105 minutes
- Son : Dolby SR
- Dates de sortie
  -  Corée du Sud : 7 septembre 2005
  -  Espagne : septembre 2005, Festival international du film de Saint-Sébastien
  -  Canada : septembre 2005, Festival international du film de Toronto 2005
  -  France
    - 31 janvier 2006 : Festival international des cinémas d'Asie de Vesoul
    - 9 mars 2006 : Festival du film asiatique de Deauville
    - 12 mars 2006 : Festival du film d'aventures de Valenciennes
    - 12 avril 2006 : sortie nationale

## Distribution
- Bae Yong-jun : In-su
- Son Ye-jin : Seo-young
- Jeon Gook-hwan (ko)
- Kwang-il Kim
- Se-dong Kim
- Lee Han-wi (en)
- Young-hee Lee
- Sang-hyo Lim
- Ryu Seung-soo (en)
- Yoo Seung-mok
- Clazziquai : eux-mêmes
- Leessang (en) : eux-mêmes
- Loveaholic : eux-mêmes

## Production
Le tournage a commencé le 4 février 2005 dans la ville balnéaire de Samcheok, dans la province de Gangwon.
Un concert live de quatre heures a eu lieu le 24 avril 2005 au théâtre en plein air de l'université Yonsei ; certaines scènes ont été incluses dans le film.
Le tournage fut terminé le 18 juin 2005 à Gwangju, dans la province de Gyeonggi .

## Recettes
April Snow a touché un peu moins d'un million de spectateurs en Corée mais bien plus au Japon, où le film a rapporté au box-office l'équivalent de quatre fois son budget. Selon le Conseil du film coréen, le film fut distribué en Corée du Sud dans 244 salles et attira près de 679 000 spectateurs

## Critiques
- Yannick Vély, Film de culte : « Son rythme lancinant, ses non-dits et sa sensibilité à fleur de peau séduiront les amoureux du cinéma asiatique. Les autres resteront peut-être au seuil d’un film très écrit [5]»
- AFP : « Hur Jin-ho a imposé sa sensibilité et sa délicatesse avec April snow, récit douloureux où se mêlent trahison et espoir amoureux[6]. »
- Jean-François Rauger, Le Monde, 11 avril 2006 : « April Snow souffre toutefois des mêmes défauts que les précédents films de son auteur, Hur Jin-ho, une certaine mièvrerie des images et le recours mécanique à des clichés visuels qui ne font jamais décoller le film[7].»
- Libération, 12 avril 2006 : « Issu de la nouvelle vague coréenne, Hur Jin-ho donne avec April Snow son troisième long métrage, un drame avec personnage dans le coma et lourds silences éloquents[8]. »

## Répliques
- « J'espère qu'il sortira du coma, que j'ai au moins une explicaton [9]»